# Jelena Sjvajbovitj
Jelena Sjvajbovitj, född den 3 februari 1966 i Minsk, dåvarande Sovjetunionen, är en vitrysk basketspelare som var med och tog OS-guld 1992 i Barcelona. Hon tävlade för det förenade laget.